# Kaya Futbol Club (féminines)
Maillots
La section féminine du Kaya Futbol Club, est un club féminin de football philippin basé à Iloílo. Le club évolue en PFF Women's League.

## Histoire
En 2022, le Kaya FC remporte la SingaCup, un tournoi organisé à Singapour, en battant les Singapouriennes des Lion City Sailors, les Thaïlandaises du Pharanakorn FC et les Malaisiennes du Persib Bandung Putri. En coupe des Philippines, le club est éliminé en demi-finale par la University of Philippines.
Le Kaya remporte pour la première fois le championnat des Philippines en 2023, en battant les Manilla Diggers 1-0 en finale, et devient le premier club non universitaire à inscrire son nom au palmarès. Ce titre offre au club un billet pour la première édition de la Ligue des champions féminine asiatique en 2024-2025.
En 2025, Kaya remporte un deuxième titre en championnat en devançant Stallion Laguna à la différence de buts.

## Palmarès
Championnat des Philippines (2) :
- Champion en 2023 et 2025

SingaCup (1) :
- Vainqueur en 2022